# جايمون كراب
جايمون كراب (بالإنجليزية: Jaymon Crabb)‏ مواليد 6 مارس 1978 في أستراليا الغربية، هو لاعب كرة مضرب أسترالي سابق بدأ مسيرته كمحترف سنة 1997 وكان يلعب باليد اليمنى. أعلى تصنيف له في الفردي كان المركز الـ 181 في سنة 2003. أعلى تصنيف له في الزوجي كان المركز الـ 146 في سنة 2002.

## النهائيات

### الزوجي: (3)
| الرقم | السنة | الدورة              | الأرضية | الشريك           | المنافس في النهائي          | النتيجة في النهائي |
| ----- | ----- | ------------------- | ------- | ---------------- | --------------------------- | ------------------ |
| 1.    | 1997  | بورتشاتش، النمسا    | ترابية  | ميكائيل ستادلينج | ديان بيتروفيتش غرانت سيلكوك | 7–5, 6–3           |
| 2.    | 2002  | هاميلتون، نيوزيلندا | صلبة    | بيتر لوكزاك      | إيف أليجرو جاستن باور       | 7–5, 6–4           |
| 3.    | 2002  | سول، كوريا الجنوبية | صلبة    | مارك نيلسن       | فيديريكو براون روجير فاسن   | فوز سهل            |

## روابط خارجية
- جايمون كراب على موقع رابطة محترفي التنس (الإنجليزية)
- جايمون كراب على موقع الاتحاد الدولي لكرة المضرب (الإنجليزية)
- جايمون كراب على موقع خلاصة التنس.كوم (الإنجليزية)